# Вест-Рашвілл (Огайо)
Вест-Рашвілл (англ. West Rushville) — селище (англ. village) в США, в окрузі Феєрфілд штату Огайо. Населення — 166 осіб (2020).

## Географія
Вест-Рашвілл розташований за координатами 39°45′52″ пн. ш. 82°26′59″ зх. д. / 39.76444° пн. ш. 82.44972° зх. д. (39.764363, -82.449766).  За даними Бюро перепису населення США в 2010 році селище мало площу 0,17 км², з яких 0,17 км² — суходіл та 0,00 км² — водойми.

## Демографія
Згідно з переписом 2010 року, у селищі мешкали 134 особи в 51 домогосподарстві у складі 38 родин. Густота населення становила 794 особи/км².  Було 62 помешкання (368/км²).
Расовий склад населення:
| - 97,0 % — білих |

До двох чи більше рас належало 3,0 %. Частка іспаномовних становила 0,7 % від усіх жителів.
За віковим діапазоном населення розподілялося таким чином: 29,1 % — особи молодші 18 років, 61,9 % — особи у віці 18—64 років, 9,0 % — особи у віці 65 років та старші. Медіана віку мешканця становила 36,0 року. На 100 осіб жіночої статі у селищі припадало 103,0 чоловіків;  на 100 жінок у віці від 18 років та старших — 93,9 чоловіків також старших 18 років.
Середній дохід на одне домашнє господарство  становив 48 429 доларів США (медіана — 49 375), а середній дохід на одну сім'ю — 51 951 долар (медіана — 50 536). За межею бідності перебувало 12,9 % осіб, у тому числі 15,8 % дітей у віці до 18 років та 0,0 % осіб у віці 65 років та старших.
Цивільне працевлаштоване населення становило 86 осіб. Основні галузі зайнятості: освіта, охорона здоров'я та соціальна допомога — 20,9 %, роздрібна торгівля — 12,8 %, фінанси, страхування та нерухомість — 12,8 %.